# Awareness League
Awareness League (AL) – nigeryjska organizacja anarchistyczna.

## Historia
Awareness League istnieje w Nigerii od 1991. Przez cały okres swojego istnienia przeszła kilka okresów represji, przez co działalność organizacji była sporadyczna, tak samo jak jej kontakt z resztą ruchu anarchistycznego. Jej działania skupiały się przede wszystkim na edukacji pracowników czy uczestnictwie w demonstracjach oraz strajkach. Współpracowała także ściśle z grupą na rzecz praw człowieka Campaign for Democracy oraz była członkiem nigeryjskiej organizacji Left Coalition. Członkami AL są przede wszystkim studenci, profesorowie, nauczyciele akademiccy, dziennikarze i inni działacze lewicy nigeryjskiej. Szacuje się, że przez całą jej historię członków było kilka tysięcy. Jednym z bardziej znanych działaczy AL był Sam Mbah.
AL jest znana ze swoich tendencji anarcho-syndykalistycznych, m.in. w 1996, podczas kongresu w Madrycie, dołączyła do Międzynarodowego Stowarzyszenia Pracowników. 